# تراشیدن

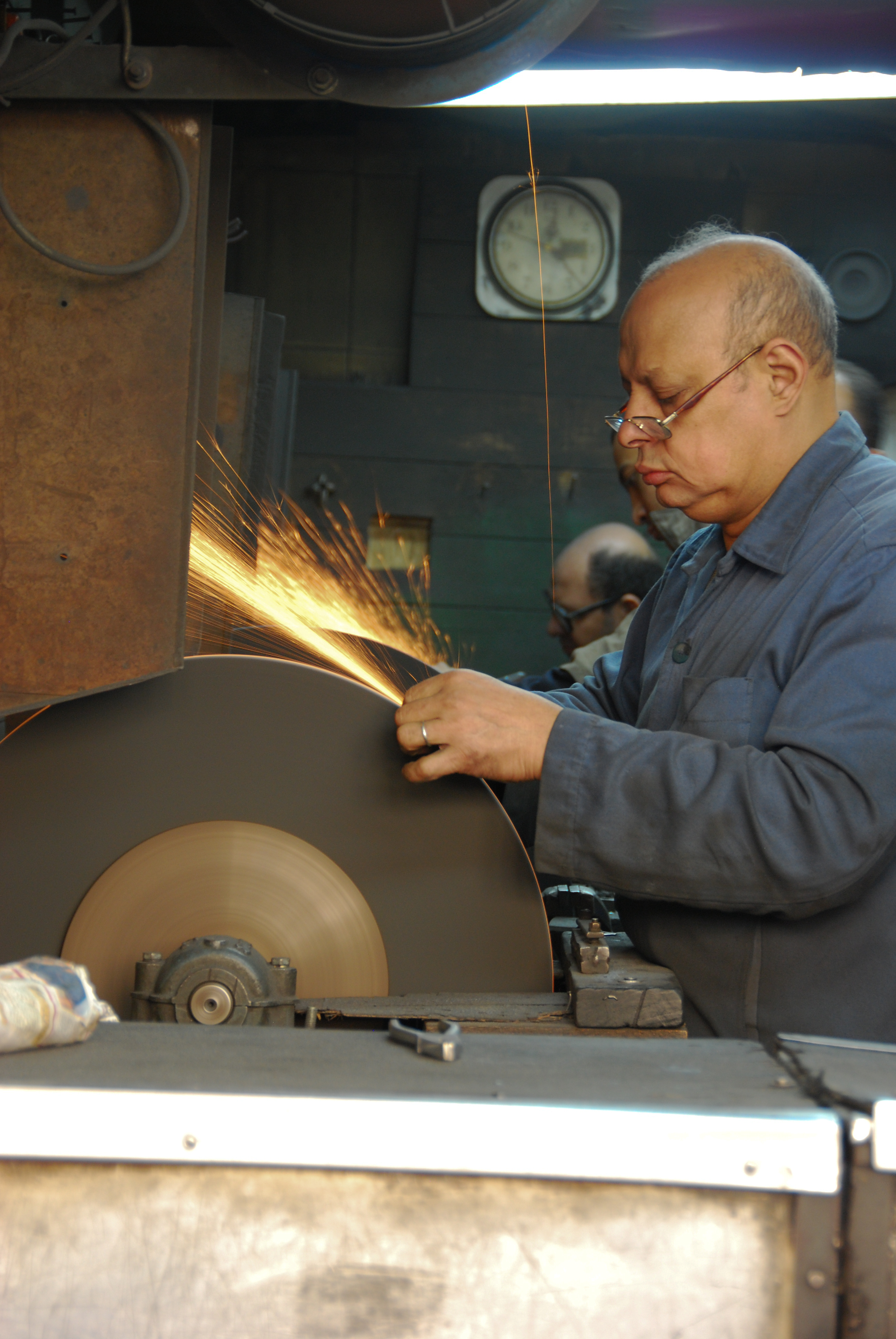
یک تراشکار شمشیر، قاهره، مصر

به براده‌برداری از سطح یک جسم تراشیدن می‌گویند. قانون اصلی در تراشیدن این است: وسیله‌ای که جسم را تراش می‌دهد همواره باید از جسم سخت‌تر باشد؛ در غیر این صورت، خود وسیله تراشیده می‌شود.

الماس سخت‌ترین مادهٔ طبیعی شناخته شده‌است و همواره قادر به تراشیدن و خش انداختن در بیشتر مواد می‌باشد.